# Pamproux
Pamproux – miejscowość i gmina we Francji, w regionie Nowa Akwitania, w departamencie Deux-Sèvres.
Według danych na rok 1990 gminę zamieszkiwało 1728 osób, a gęstość zaludnienia wynosiła 48 osób/km² (wśród 1467 gmin regionu Poitou-Charentes Pamproux plasuje się na 165. miejscu pod względem liczby ludności, natomiast pod względem powierzchni na miejscu 101.).